# Wan Letian
Wan Letian, född 12 augusti 2004, är en kinesisk simmare.

## Karriär
Wan Letian ingick det kinesiska lagkappslaget på 4×100 meter medley som tog brons vid OS 2024.